# Marvin Elliott
Marvin Conrad Elliott (Wandsworth, 15 settembre 1984) è un ex calciatore inglese naturalizzato giamaicano, di ruolo centrocampista.